# Cybianthus crotonoides
Cybianthus crotonoides là một loài thực vật có hoa trong họ Anh thảo. Loài này được (M.R.Schomb. ex Mez) G.Agostini mô tả khoa học đầu tiên năm 1980.